# Kosmos 257
O Kosmos 257 (em russo: Космос 257) também denominado DS-P1-Yu Nº 17, foi um satélite artificial soviético lançado ao espaço com sucesso no dia 3 de dezembro de 1968 através de um foguete Kosmos-2I a partir do Cosmódromo de Plesetsk.

## Características
O Kosmos 257 foi o décimo sétimo membro da série de satélites DS-P1-Yu e o décimo sexto lançado com sucesso após o fracasso do lançamento do segundo membro da série. Sua missão era auxiliar sistemas antissatélites e antimíssil soviéticos.
O Kosmos 257 foi injetado em uma órbita inicial de 470 km de apogeu e 282 km de perigeu, com uma inclinação orbital de 71 graus e um período de 92,0 minutos. Reentrou na atmosfera terrestre em 5 de março de 1969.